# Клек (село, Сербия)
Клек (серб. Клек) — населённый пункт в Сербии, в Воеводине, Средне-Банатском округе, общине Зренянин.

## Население
В селе проживает 2959 жителей, из которых совершеннолетних 2394. Средний возраст — 38,9 года (мужчины — 37,9 года, женщины — 39,9 года). В населённом пункте 873 домохозяйств, среднее число членов в которых — 3,39 (данные переписи 2002 года).